# 啓迪集
『啓迪集』（けいてきしゅう）は、戦国時代の医師曲直瀬正盛（道三）の医学書。全8巻。正式名称は『察証弁治啓迪集』。

## 概要
元亀2年（1571年）に成立し、3年後の天正2年（1574年）に正親町天皇に献じられる。天皇はこれを賞し、五山を代表する碩学である策彦周良に命じて序文を付けさせた。正盛の没後、門人らによる書写によって伝えられてきたが、慶安2年（1649年）に刊本が出され、後世派医学の基本書として広まることになった。
道三は日本において病証を明らかにして治療を施すための全書が無いことを憂い、中国を代表する古今の医学書64部より主要部分を抜粋して74門に分類して平易簡潔にまとめ、その上で類似の病状ごとに名証（病気の名称）・由来（病気の定義）・弁因（病気の原因）・証（病気の症候）・脈法（病気の診断法）・類証（病気の類症鑑別）・予知（病気の予後）・治方（病気の治療法）の8項目を解説している。道三は病気の発症部位によって五臓の鬱より生じる「内病」と経絡から生じる「外病」に分け、更に原因によって気・血・痰・鬱の4つの症状があり、その組み合わせによって様々な病気が生じると説いた。また、慢性か急性かあるいは身分や性別、年齢によって症状も異なるため、詳しい診断と病因の考察、疾病の経過観察を必要とし、それによって与える薬も鍼灸も異なると指摘した。当時の中国・明の医学界において流行していた李杲・朱震亨の学説を体系的に紹介し、中国医学の日本化（後世派医学の確立）に大きな影響を与えた。